# Hugo Pesce Pescetto

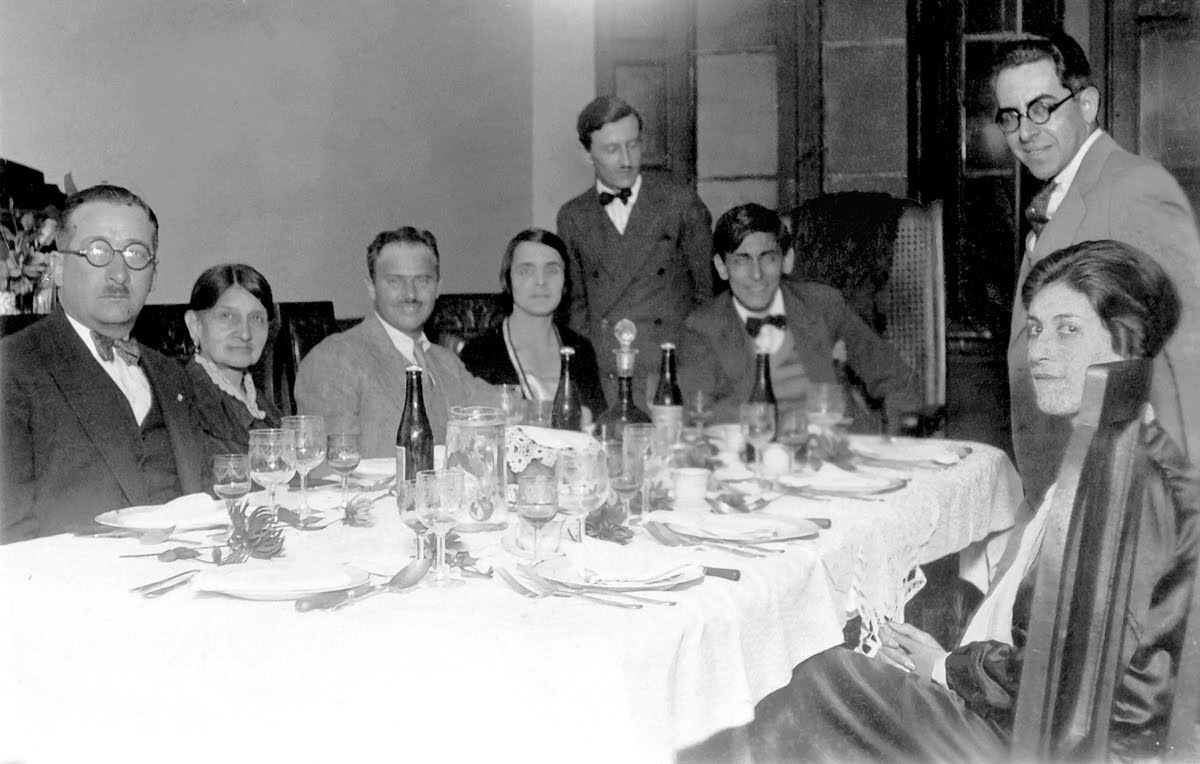
Pesce (centro, parado) y Mariátegui, 1929.

Hugo Pesce Pescetto (Tarma, 17 de junio de 1900 - Lima, 26 de julio de 1969), fue un médico salubrista y escritor peruano. Fue un pensador ilustre del siglo XX del Perú, conocido también como humanista, político y filósofo.

## Trayectoria
Estudió medicina en Génova, Italia; tras lo cual vuelve al Perú, desempeñándose como docente de la Universidad Nacional Mayor de San Marcos, siendo maestro y colega posteriormente del doctor José Neyra Ramírez.
Luego viajó a Italia, donde fundaría el Partido Social Cristiano, y en el Perú, funda a su regreso en 1928, junto a José Carlos Mariátegui, el Partido Socialista Peruano.
En el campo médico, se dedicó al estudio de la lepra, y es gracias a sus estudios clínicos y epidemiológicos que ayuda al desarrollo de la clasificación de los diferentes tipos y formas de lepra, siendo declarado en su momento, miembro del comité de expertos en lepra de la Organización Mundial de la Salud. 
Fueron estos mismos estudios los que lo llevaron a la Amazonia Peruana donde conoce al Che Guevara, en quien dejó una gran huella; influencia que el Che reconoció, al enviarle un ejemplar de su libro "La Guerra de Guerrillas", con una dedicatoria del Che: 

«Al Doctor Hugo Pesce, que provocara, sin saberlo quizás, un gran cambio en mi actitud frente a la vida y la sociedad, con el entusiasmo aventurero de siempre pero encaminado a fines más armoniosos con la necesidades de América».
Fraternalmente Che Guevara.

## Obras
Escribió diferentes obras tanto sobre temas médicos como filosóficos y literarios, como: “Latitudes del silencio”, “Lenguaje y Pensamiento etc..

## Héroe de la Salud Pública en el Perú
Hugo Pesce fallece en Lima el 26 de julio de 1969, a los 69 años de edad.
Debido a su incansable labor médica, social y humanitaria ha sido declarado "Héroe de la Salud Pública en el Perú", por la Organización Panamericana de la Salud y una recopilación de sus obras más importantes ha sido editada bajo el nombre de: Hugo Pesce: Pensamiento Médico y Filosófico por el Instituto Nacional de Salud del Perú.
Después de su muerte, el doctor Hugo Pesce, fue galardonado por el Consejo Mundial de la Paz, con el "Premio Mundial Joliot Curie" a la paz.